# Medetomidine
Medetomidine is een in de veterinaire anesthesiologie zeer vaak gebruikte α2-agonist. Het is een van de meest krachtige sedativa uit deze groep.

## Werking
Medetomidine werkt in op de α2-adrenerge receptoren, die in het centrale zenuwstelsel en het hart liggen. Het reduceert de afgifte van noradrenaline en veroorzaakt inhibitie van het orthosympathische zenuwstelsel. Zo is medetomidine verantwoordelijk voor een daling van de waakzaamheid en nociceptie, en spiertonus. Het veroorzaakt ook bradycardie: de hartfrequentie daalt met 40 tot 50% in vergelijking met de normale waarden.
Medetomidine werkt ook, maar in mindere mate, op de α1-adrenerge receptoren — de affiniteit ervan voor de α2-receptoren is 1620 maal sterker dan de α1-receptoren — dat perifere vasoconstrictie en hypertensie veroorzaakt.

## Gebruik / Dosering
Medetomidine is een sympathicolyticum. Het wordt in de diergeneeskunde als sedativum en als spierrelaxerend middel gebruikt en heeft mogelijk ook enige analgetische werking. In de anesthesiologie wordt medetomidine vooral voor preanesthesie geïndiceerd. Het potentieert narcose en spierrelaxatie door de dampvormige anesthetica, zoals halothaan en isofluraan.
Bij de hond wordt medetomidine in een dosis van 10 tot 80 µg/kg via intraveneuze of intramusculaire toediening gebruikt, terwijl de dosis bij een kat 80 tot 150 µg/kg via intraveneuze, intramusculaire of subcutane injectie is. Het werkt na ca 30 seconden via intraveneuze injectie en na 10 tot 20 minuten via intramusculaire injectie.
De analgesie duurt ca. 40 tot 60 minuten en de sedatie duurt ca. 60 tot 120 minuten; beide zijn dosisafhankelijk.

## Nevenwerkingen
Medetomidine veroorzaakt sterke cardiovasculaire en respiratoire depressies: dosisafhankelijke bradycardie en bradypneu. Het induceert ook vasoconstrictie en hypertensie. Medetomidine verlaagt contracties van glad spierweefsels: op deze manier vertraagt ze de maag-darmpassage en veroorzaakt mydriase. Medetomidine is bovendien verantwoordelijk voor hypoïnsulinemie en hyperglykemie.
In geval van acute intoxicatie door niet-bijtende giftige stoffen kunnen α2-agonisten bij de kat als emeticum gebruikt worden.

## Contra-indicaties

### Relatieve contra-indicaties
- Hyperkaliëmie
- Nierinsufficiëntie
- Diabetes

### Absolute contra-indicaties
- Ernstige hepatocellulaire aandoeningen
- Hartfalen
- Shock
- Mechanische barrière aan de peristaltiek

## Interacties
Medetomidine moet niet met anticholinergica (atropine, glycopyrrolaat) gegeven worden om de bradycardie te bestrijden, omdat er een aanzienlijke risico van ernstige hypertensie en hartritmestoornissen bestaat. Sommige opiaten (fentanyl, butorfanol...) potentiëren de nevenwerkingen van medetomidine. Injectie van propofol kan na medetomidine hypoxemie veroorzaken.

## Antagonisme
Tegen medetomidine kan men α2-antagonisten als atipamezool geven. Yohimbine kan ook worden gebruikt maar kan de nevenwerkingen van medetomidine potentiëren.